# Tarucus leopardus
Tarucus leopardus är en fjärilsart som beskrevs av Schultze 1910. Tarucus leopardus ingår i släktet Tarucus och familjen juvelvingar. Inga underarter finns listade i Catalogue of Life.